# Oberauerbach (Zweibrücken)
Oberauerbach ist mit etwa 1280 Einwohnern (2022) der östlichste Stadtteil von Zweibrücken und liegt im Auerbachtal. Bis 1972 war er eine selbständige Gemeinde und bildet innerhalb der Stadt Zweibrücken einen Ortsbezirk.

## Geographie
Oberauerbach befindet sich innerhalb der Sickinger Höhe und liegt an der Mündung des Bundenbachs in den Auerbach, der weiter oben am Lauf Wiesbach genannt wird. Innerhalb des Ortes nimmt er außerdem von links den Selbach auf. Zum Ort gehört zusätzlich der Wohnplatz In den Langenwiesen.

## Geschichte
Oberauerbach ist aus zwei kleineren Siedlungen zusammengewachsen. Orlebach westlich des Wiesbachs wird erstmals 1212 genannt und war Sitz einer gleichnamigen Adelsfamilie. In einer Zeugenvernehmung im Jahr 1382 erläutern die Ältesten der beiden Kirchen zu Niederauerbach (Ůrbaco inferiore) und zu Contwig (Cuntwich) die Zehntrechte in Oberauerbach (in alto Ůrbaco) und in Orlebach (Ůrlebach). Es gehörte zunächst teils den Grafen von Zweibrücken und teils den Herren von Orlebach, dann den Herren von Helmstatt und anderen Adligen, und gelangte 1577 durch Kauf für 1025 fl an das Fürstentum Pfalz-Zweibrücken, zu dem der Ort bis Ende des 18. Jahrhunderts gehörte.
Nach 1792 hatten französische Revolutionstruppen die Region besetzt und nach dem Frieden von Campo Formio (1797) annektiert. Von 1798 bis 1814 gehörte das Dorf zum französischen Departement Donnersberg und war dem Kanton Zweibrücken zugeordnet und unterstand der Mairie Contwig. 1815 hatte der Ort insgesamt 597 Einwohner.
Aufgrund der auf dem Wiener Kongress (1815) getroffenen Vereinbarungen und einem Tauschvertrag mit Österreich kam die Region 1816 zum Königreich Bayern. Ab 1818 war die Gemeinde Oberauerbach dem Landkommissariat Zweibrücken im bayerischen Rheinkreis, später dem Bezirksamt Zweibrücken zugeordnet
Ab 1939 war der Ort Bestandteil des Landkreises Zweibrücken. Nach dem Zweiten Weltkrieg wurde Dellfeld innerhalb der französischen Besatzungszone Teil des 1946 neu gebildeten Landes Rheinland-Pfalz. Im Zuge der ersten rheinland-pfälzischen Verwaltungsreform wurde Oberauerbach mit seinerzeit 1.264 Einwohnern in die kreisfreie Stadt Zweibrücken eingemeindet.
- siehe auch Burg Orlebach

## Politik

### Ortsbeirat
Für den Stadtteil Oberauerbach wurde ein Ortsbezirk gebildet. Dem Ortsbeirat gehören seit der Wahl 2019 noch elf Beiratsmitglieder an, den Vorsitz im Ortsbeirat führt die direkt gewählte Ortsvorsteherin.
Traditionell war die SPD vor Ort stärkste Partei. Bei der Wahl 2024 konnte die CDU die Mehrheit erreichen. Für weitere Informationen zum Ortsbeirat siehe die Ergebnisse der Kommunalwahlen in Zweibrücken.

### Ortsvorsteher
Katja Krug-Abdessalem (CDU) wurde am 7. Oktober 2020 Ortsvorsteherin von Oberauerbach. Bei der Stichwahl am 27. September 2020 hatte sie sich mit einem Stimmenanteil von 52,2 % gegen Willy Danner-Knoke (SPD) durchgesetzt, nachdem bei der Abstimmung am 13. September 2020 keiner der ursprünglich drei Bewerber eine ausreichende Mehrheit erreichen konnte. Die Neuwahl war notwendig geworden, weil der bisherige Ortsvorsteher Andreas Hüther (CDU), der bei der Direktwahl am 26. Mai 2019 mit einem Stimmenanteil von 57,04 % wiedergewählt wurde, im Juni 2020 verstorben war.
Bei der Direktwahl am 9. Juni 2024 setzte sich Katja Krug-Abdessalem mit einem Stimmenanteil von 60,2 % gegen einen SPD-Mitbewerber durch und wurde damit für weitere fünf Jahre in ihrem Amt bestätigt.
| Wappen von Oberauerbach | Blasonierung: „Von Gold und Schwarz gespalten, rechts ein links gewendeter blau bewehrter und -bezungter roter Löwe, links ein silbernes Hufeisen mit abwärts gekehrten Stollen über einer goldenen Hirschstange mit fünf Enden.“ |
| Wappen von Oberauerbach | Wappenbegründung: Der rote Löwe verweist auf die einstige Zugehörigkeit zu Pfalz-Zweibrücken |

## Kulturdenkmäler

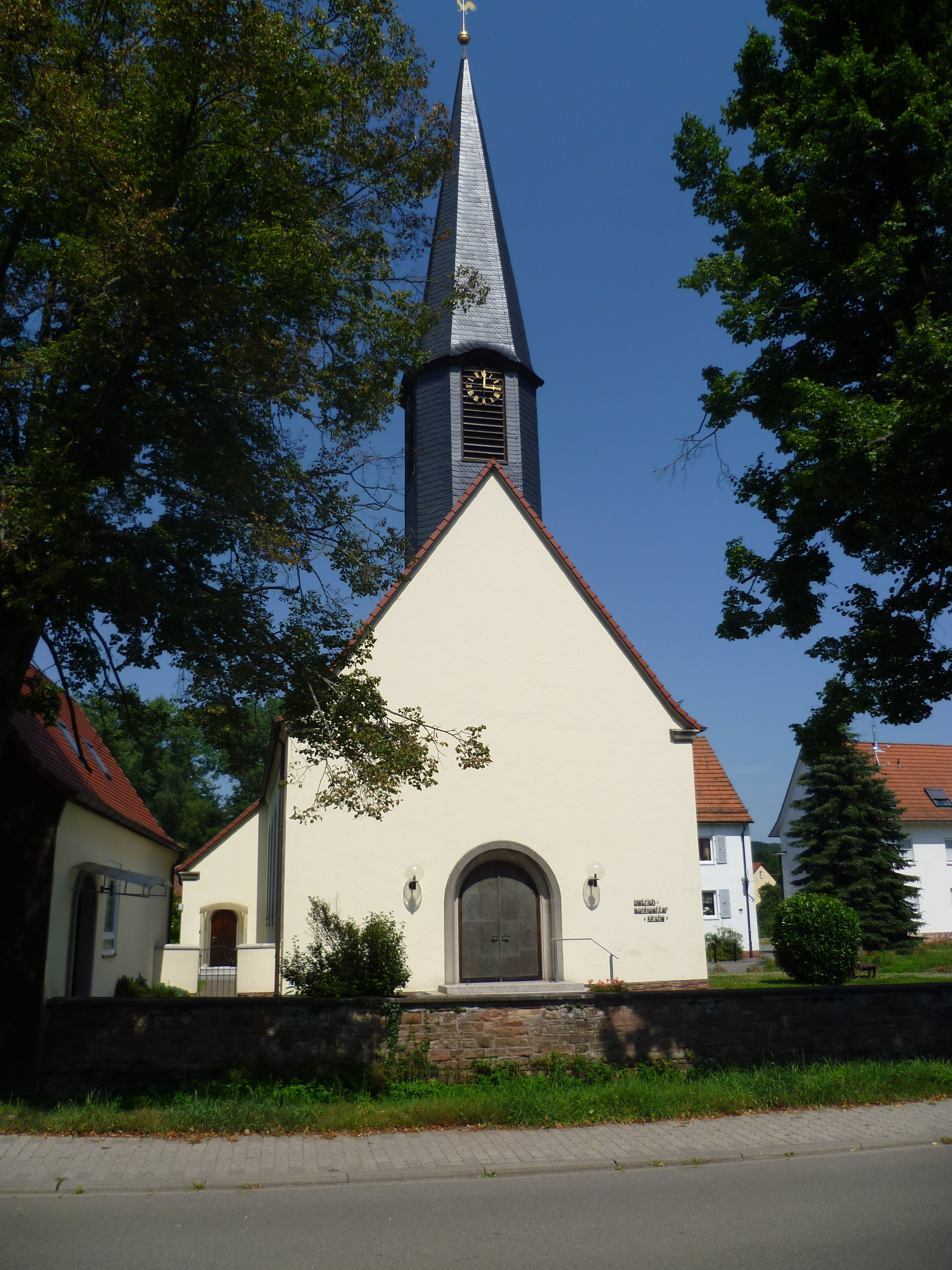
Denkmalgeschützte Dietrich-Bonhoeffer-Kirche

Vor Ort existieren insgesamt zwei Objekte, die unter Denkmalschutz stehen, darunter die protestantische Dietrich-Bonhoeffer-Kirche.

## Wirtschaft und Infrastruktur

### Wirtschaft
Vor Ort existierte einst die Raiffeisenkasse Oberauerbach eGmbH , die 1969 mit der Raiffeisenbank Zweibrücken -Stadt und Land- eGmbH fusionierte und über den Umweg mehrerer weiterer Fusionen in der heutigen VR-Bank Südwestpfalz Pirmasens-Zweibrücken aufging.

### Verkehr
Mitten durch Oberauerbach führt die Landesstraße 469, die von der Zweibrücker Kernstadt über Wallhalben und Mittelbrunn bis nach Landstuhl verläuft. Von dieser zweigt die Kreisstraße 14 in Richtung Battweiler ab. Der Radweg Südwestpfalz-Tour, der eine Verbindung mit Zweibrücken und Johanniskreuz schafft, passiert ebenso Oberauerbach.

### Militär

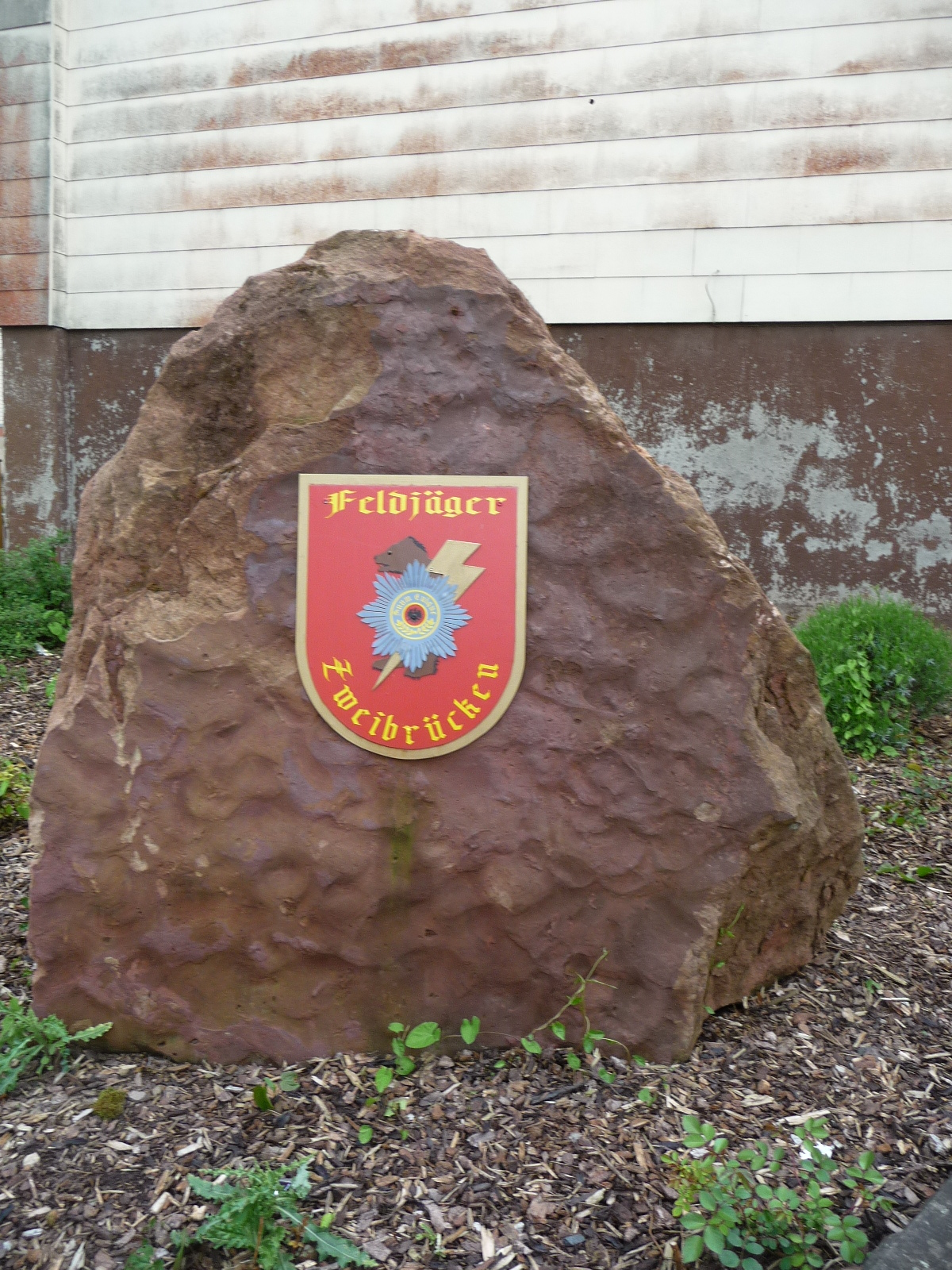
Brunnen mit der Aufschrift Feldjäger

Die Oberauerbach Missile Station beherbergte nukleare Gefechtsköpfe und diente als Teil des Flugabwehrraketenprogramms Nike während des Kalten Kriegs der Amerikanischen Luftverteidigung in Deutschland. Sie wurde 1991 geschlossen. Inzwischen fungiert Oberauerbach als Übungsgebiet für die Multinational Aircrew Electronic Warfare Tactics Facility Polygone.

## Persönlichkeiten

### Söhne und Töchter des Ortes
- Christoph Eberle (* 7. Dezember 1869; † 30. September 1929 in Darmstadt), Maschinenbauingenieur und Hochschullehrer
- Karl-Ernst Bungenstab (* 21. Juni 1939; † 25. August 2021), Politiker, Hochschullehrer und Professor an der FHVR

### Personen, die vor Ort gewirkt haben
- Paul Ott (1903–1991), Orgelbauer, errichtete 1969 die Orgel in der örtlichen Kirche